# أذن النعجة
أذن النعجة أو السُّكَّرِيَّة هو جنس من النباتات المزهرة في الفصيلة النجمية وُصِف أول مرة أنه جنس في عام 1827.
ينتشر الجنس غرب البحر الأبيض المتوسط (إسبانيا والبرتغال وفرنسة وإيطالية والجزائر والمغرب ومالطة وجزر الكناري).  